# Weißschwanz-Antilopenziesel
Der Weißschwanz-Antilopenziesel (Ammospermophilus leucurus) gehören zur Gattung der Antilopenziesel. Er kommt in Teilen der westlichen Vereinigten Staaten sowie in Mexiko (Baja California) vor.

## Merkmale
Weißschwanz-Antilopenziesel haben eine Länge von 18 bis 23 cm und ein Gewicht von 100 bis 140 g. Die Art ist braun gefärbt und hat einen weißen Schwanz. Sie leben in Wüsten, Halbwüsten und auf sandigen Ebenen mit wenig Grasbewuchs, wo sie gut graben können, um der Hitze und den Fressfeinden (u. a. Füchse, Luchse, Greifvögel, Klapperschlangen) zu entgehen.

## Verbreitung

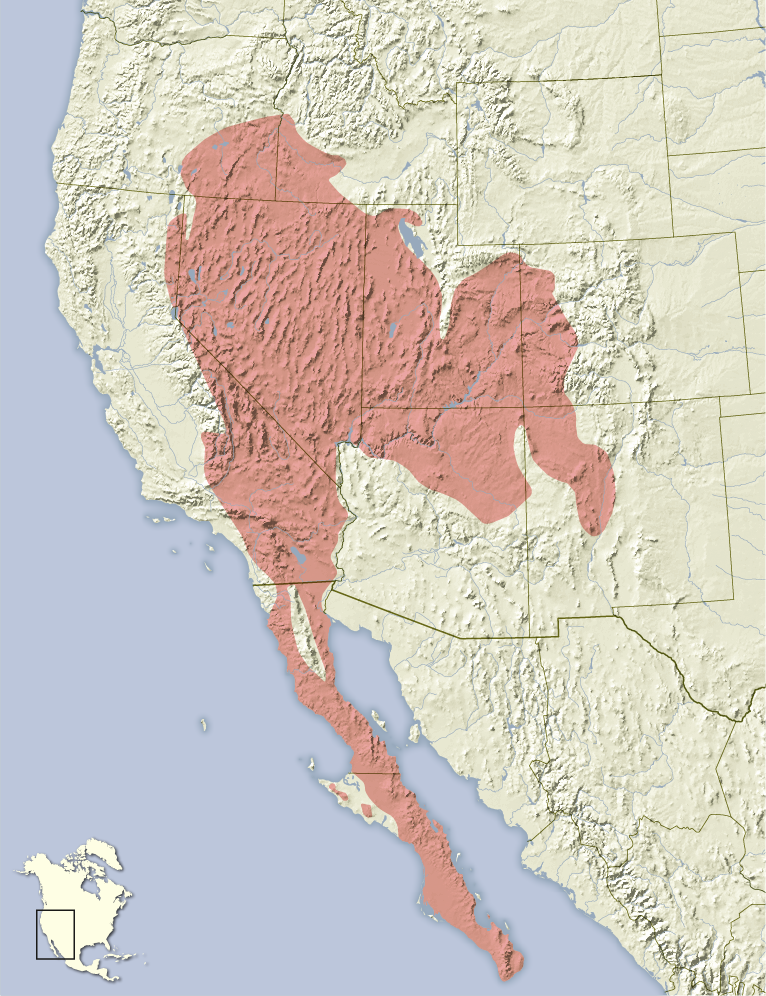
Verbreitungsgebiet des Weißschwanz-Antilopenziesels

Die Tiere kommen in den Vereinigten Staaten vom Süden von Oregon und dem Osten Kaliforniens bis Colorado, Utah, Nevada, New-Mexico und Arizona sowie auf der mexikanischen Halbinsel Baja California vor.

## Lebensweise
Ziesel fressen Samen, Früchte und Wurzeln und gegebenenfalls auch Insekten. Die Nahrung wird in den Backentaschen verstaut.

## Systematik
Der Weißschwanz-Antilopenziesel wird als eigenständige Art innerhalb der Gattung der Antilopenziesel (Ammospermophilus) eingeordnet, die aus fünf Arten besteht. Die wissenschaftliche Erstbeschreibung als Spermophilus harrisii stammt von Clinton Hart Merriam aus dem Jahr 1889 anhand von Individuen vom San-Gorgonio-Pass, Riverside County, in Kalifornien. Er beschrieb die Art als Tamias leucurus in Abgrenzung zum Harris-Antilopenziesel (Ammospermophilus harrisii, damals Tamias harrisii) und ordnete sie damit den Streifenhörnchen (Gattung Tamias). Dabei benutzte er bereits den Namen antelope squirrel und stellte die Zuordnung zu Tamias in Frage. 1907 wurde die Art durch Edgar Alexander Mearns in die bereits 1862 von Clinton Hart Merriam eingerichtete Gattung Ammospermophilus überstellt.
Innerhalb der Art werden mit der Nominatform neun Unterarten unterschieden:
- Ammospermophilus leucurus leucurus: Nominatform
- Ammospermophilus leucurus canfieldiae
- Ammospermophilus leucurus cinamomeus
- Ammospermophilus leucurus escalante
- Ammospermophilus leucurus extimus
- Ammospermophilus leucurus notom
- Ammospermophilus leucurus peninsulae
- Ammospermophilus leucurus pennipes
- Ammospermophilus leucurus tersus

## Status, Bedrohung und Schutz
Der Weißschwanz-Antilopenziesel wird von der International Union for Conservation of Nature and Natural Resources (IUCN) als nicht gefährdet (least concern) eingestuft. Begründet wird dies durch das vergleichbar große Verbreitungsgebiet, die angenommen großen Bestandszahlen und die relativ geringen Rückgänge der Populationen. Die Bestandsdichte in den Vereinigten Staaten ist gering und liegt bei 0,06 pro Hektar im Frühjahr bis 0,35 pro Hektar im Herbst, wobei die Bestandszahlen jährlich stark fluktuieren können. Bestandsgefährdende Risiken für die Art sind nicht bekannt, allerdings sind sie auf einigen Inseln im Golf von Kalifornien durch verwilderte Hauskatzen bedroht.